# بوینو
بوینو (به بلغاری: Boyno) یک منطقهٔ مسکونی در بلغارستان است که در شهرستان کاردژالی واقع شده‌است.